# Turgut Özal
Turgut Özal (13. oktober 1927 – 17. april 1993) var Tyrkiets premierminister i 1983-89 og præsident i 1989–93.
Han døde af et akut myokardieinfarkt.[kilde mangler]